# Dan Korneff
Dan Korneff ist ein US-amerikanischer Musikproduzent aus Long Island, New York.

## Leben
Bevor Dan Korneff seine Tätigkeit als Produzent aufnahm, spielte er als Schlagzeuger in einer lokalen Band, mit der er ein Demo veröffentlichte. Nach dieser Veröffentlichung eignete er sich das für die Musikproduktion notwendige Wissen an. Nach seinem Highschool-Abschluss war Korneff an der Five Towns College eingeschrieben.
Er war Besitzer des House of Loud Studios. Inzwischen hat er aus logistischen Gründen ein neues Aufnahmestudio in einer anderen Gegend von Long Island eröffnet, das Sonic Debris Recording Studio. Korneff hat in seiner Karriere mit Rockbands wie Breaking Benjamin, Paramore, Mayday Parade, Papa Roach, Lamb of God, Pierce the Veil und My Chemical Romance zusammengearbeitet.

## Produzierte Werke (Auswahl)
| Jahr | Künstler                   | Album                                                | Plattenfirma       | Aufgabe(n)                                               |
| ---- | -------------------------- | ---------------------------------------------------- | ------------------ | -------------------------------------------------------- |
| 2005 | My Chemical Romance        | Tony Hawk’s American Wasteland                       | Vagrant            | Mixer                                                    |
| 2005 | Lamb of God                | Killadelphia                                         | Epic               | Digital Editing                                          |
| 2006 | Hawthorne Heights          | If Only You Were Lonely                              | Ferret Music       | Radio Mix                                                |
| 2006 | The Red Jumpsuit Apparatus | Don’t You Fake It                                    | Virgin             | Engineer, Digital Editing, Programming, Mixer            |
| 2006 | Breaking Benjamin          | Phobia                                               | Hollywood          | Engineer, Digital Editing                                |
| 2006 | Ima Robot                  | Monument to the Masses                               | Virgin             | Engineer, Digital Editing, Mixing                        |
| 2006 | Ill Niño                   | The Best of Ill Niño                                 | Roadrunner         | Mixer                                                    |
| 2006 | Ill Niño                   | The Under Cover Sessions                             | Cement Shoes       | Digital Editing                                          |
| 2007 | The Almost                 | Southern Weather                                     | Virgin             | Mixer                                                    |
| 2007 | Paramore                   | Riot!                                                | Atlantic           | Explosions, Engineer, Mixing, Digital Editing            |
| 2007 | Chiodos                    | Bone Palace Ballet                                   | Warner Bros.       | Mixer                                                    |
| 2007 | Emery                      | I’m Only a Man                                       | TNL                | Mixer                                                    |
| 2008 | Ill Niño                   | Enigma                                               | Cement Shoes       | Digital Editing                                          |
| 2008 | Hawk Nelson                | Hawk Nelson Is My Friend                             | BEC Recordings     | Engineer, Digital Editing, Mixing                        |
| 2008 | My Chemical Romance        | The Black Parade Is Dead!                            | Reprise            | Mixer                                                    |
| 2008 | Ill Niño                   | Roadkillers: Dir en Grey Selection                   | Roadrunner         | Engineer, Mixer, Digital Editing                         |
| 2008 | Emery                      | While Broken Hearts Prevail                          | Tooth & Nail       | Mixer                                                    |
| 2009 | Hedley                     | The Show Must Go                                     | Universal Canada   | Engineer, Digital Editing, Mixer, Keyboards, Programming |
| 2009 | Chiodos                    | Punk Goes Pop, Vol. 2                                | Fearless           | Mixer                                                    |
| 2009 | Emery                      | ...In Shallow Seas We Sail                           | Tooth & Nail       | Mixer                                                    |
| 2009 | Cavo                       | Bright Nights Dark Days                              | Reprise            | Engineer, Mixing, Digital Editing                        |
| 2009 | Breaking Benjamin          | Dear Agony                                           | Hollywood          | Engineer, Mixing, Digital Editing                        |
| 2009 | Mayday Parade              | Anywhere But Here                                    | Fearless           | Engineer, Digital Editing, Mixer                         |
| 2010 | Overkill                   | Ironbound                                            | Koch               | Digital Editing                                          |
| 2010 | Emery                      | Are You Listening?                                   | Tooth & Nail       | Mixer                                                    |
| 2010 | Drowning Pool              | Drowning Pool                                        | Eleven Seven Music | Engineer, Mixer, Digital Editing, Programming, Drum Tech |
| 2010 | Our Last Night             | We Will All Evolve                                   | Epitaph            | Mixing                                                   |
| 2010 | Hawk Nelson                | Hawkology: A Hawk Nelson Anthology                   | CMJ                | Engineer, Mixing, Digital Editing                        |
| 2010 | 12 Stones                  | The Only Easy Day Was Yesterday                      | Wind-Up            | Engineer, Mixing, Digital Editing                        |
| 2010 | Papa Roach                 | Time for Annihilation: On the Record and on the Road | Eleven Seven Music | Engineer, Mixing, Digital Editing                        |
| 2010 | The Pretty Reckless        | Light Me Up                                          | Interscope         | Mixing                                                   |
| 2010 | All That Remains           | For We Are Many                                      | Razor & Tie        | Mix Radio Single                                         |
| 2010 | A Day to Remember          | What Separates Me from You                           | Victory            | Mixer                                                    |
| 2010 | Crystal Bowersox           | Farmer’s Daughter                                    | Jive               | Engineer, Mixing, Digital Editing, Drums                 |
| 2011 | Forever the Sickest Kids   | Forever the Sickest Kids                             | Universal Motown   | Engineer, Mixing, Digital Editing                        |
| 2011 | The Downtown Fiction       | Let’s Be Animals                                     | Photo Finish       | Mixer                                                    |
| 2011 | Breaking Benjamin          | Shallow Bay: The Best of Breaking Benjamin           | Hollywood          | Engineer, Mixing, Digital Editing                        |
| 2011 | Lamb of God                | Ashes of the Wake/Sacrament                          | Epic               | Digital Editing                                          |
| 2011 | Madina Lake                | World War III                                        | Razor & Tie        | Mixer                                                    |
| 2011 | Mayday Parade              | Mayday Parade                                        | Fearless           | Mixer                                                    |
| 2011 | Emery                      | Ten Years                                            | Tooth & Nail       | Mixer                                                    |
| 2011 | Four Year Strong           | In Some Way, Shape or Form                           | Universal Republic | Engineer, Digital Editing, Mixing                        |
| 2012 | Anthony Green              | Beautiful Things                                     | Photo Finish       | Mixing, Additional Production                            |
| 2012 | Cavo                       | Thick as Thieves                                     | Eleven Seven Music | Producer, Engineer, Mixer, Arranger, Digital Engineer    |
| 2012 | Overkill                   | The Electric Age                                     | eOne               | Digital Editing                                          |
| 2012 | Evans Blue                 | Graveyard of Empires                                 | Self-released      | Mixer                                                    |
| 2012 | Pierce the Veil            | Collide with the Sky                                 | Fearless           | Producer, Mixer, Engineer, Digital Editing               |
| 2012 | Our Last Night             | Age of Ignorance                                     | Epitaph            | Engineer, Digital Editing, Mixing                        |
| 2013 | Pierce the Veil            | Selfish Machines (Re-issue)                          | Equal Vision       | Mixer                                                    |
| 2013 | Louna                      | Behind a Mask                                        | Red Decade Records | Mixer                                                    |
| 2013 | Tonight Alive              | The Other Side                                       | Fearless           | Mixer                                                    |
| 2013 | Dayshell                   | Dayshell                                             | Sumerian           | Producer, Mixer, Engineer, Digital Editing               |
| 2013 | Sleeping with Sirens       | Feel                                                 | Rise               | Mixer                                                    |
| 2013 | Drowning Pool              | Resilience                                           | Eleven Seven Music | Mixer                                                    |
| 2014 | Crown the Empire           | The Resistance: Rise of The Runaways                 | Rise Records       | Producer                                                 |
| 2014 | The Word Alive             | Real.                                                | Fearless Records   | Mixer                                                    |
| 2014 | Jesse Lawson               | Chapter II (EP)                                      | ohne Label         | Mixer, Master                                            |
| 2014 | Motionless in White        | Reincarnate                                          | Fearless Records   | Produzent                                                |
| 2016 | Pierce the Veil            | Misadventures                                        | Fearless Records   | Produzent                                                |

## Ausgezeichnete Alben (Auswahl)
| Band                | Album/Single               | RIAA-Auszeichnung | Chart-Höchstposition  |
| ------------------- | -------------------------- | ----------------- | --------------------- |
| Pierce the Veil     | Collide with the Sky       | Gold              | US Billboard 200 # 12 |
| Breaking Benjamin   | Dear Agony                 | Gold              | US Billboard 200 # 4  |
| Mayday Parade       | Mayday Parade              | –                 | US Billboard 200 # 12 |
| A Day to Remember   | What Separates Me from You | –                 | US Billboard 200 # 11 |
| All That Remains    | For We Are Many            | –                 | US Billboard 200 # 10 |
| My Chemical Romance | The Black Parade is Dead!  | Gold              | US Billboard 200 # 22 |
| Paramore            | Riot!                      | Platinum          | US Billboard 200 # 15 |
| Killswitch Engage   | The End of Heartache       | Gold              | US Billboard 200 # 21 |
| Breaking Benjamin   | Phobia                     | Platinum          | US Billboard 200 # 2  |
| Breaking Benjamin   | We Are Not Alone           | Platinum          | US Billboard 200 # 20 |
| Crossfade           | Crossfade                  | Platinum          | US Billboard 200 # 41 |